# Nau Nihal Singh
Kunwar Nau Nihal Singh (9 tháng 3 năm 1821 - 5 tháng 11 năm 1840) là Maharaja thứ ba của đế quốc Sikh. Ông là người con trai duy nhất của Kharak Singh. Triều đại của ông bắt đầu bằng việc vua cha Kharak Singh bị truất ngôi và kết thúc bằng cái chết của ông ở tuổi 19 vào ngày tang lễ của cha mình.